# Бове сир Барбур
Бове сир Барбур (фр. Bovée-sur-Barboure) насеље је и општина у североисточној Француској у региону Лорена, у департману Меза која припада префектури Комерси.
По подацима из 2011. године у општини је живело 139 становника, а густина насељености је износила 10,4 становника/km². Општина се простире на површини од 13,37 km². Налази се на средњој надморској висини од 350 метара (максималној 393 m, а минималној 294 m).

## Демографија
| 1962. | 1968. | 1975. | 1982. | 1990. | 1999. | 2011. |
| ----- | ----- | ----- | ----- | ----- | ----- | ----- |
| 161   | 164   | 132   | 110   | 107   | 121   | 139   |

График промене броја становника у току последњих година